# Finnország a 2018. évi téli olimpiai játékokon
Finnország a dél-koreai Phjongcshangban megrendezett 2018. évi téli olimpiai játékok egyik részt vevő nemzete volt. Az országot az olimpián 11 sportágban 100 sportoló képviselte, akik összesen 6 érmet szereztek.

## Érmesek
| Érem  | Versenyző | Sportág   | Versenyszám    |
| ----- | --- | --------- | -------------- |
| Arany | Iivo Niskanen | Sífutás   | Férfi 50 km    |
| Ezüst | Krista Pärmäkoski | Sífutás   | Női 30 km      |
| Bronz | Nemzeti válogatott Sanni Hakala Jenni Hiirikoski Venla Hovi Mira Jalosuo Michelle Karvinen Rosa Lindstedt Petra Nieminen Tanja Niskanen Emma Nuutinen Isa Rahunen Annina Rajahuhta Meeri Räisänen Noora Räty Saila Saari Ronja Savolainen Eveliina Suonpää Sara Säkkinen Susanna Tapani Noora Tulus Minnamari Tuominen Ella Viitasuo Riikka Välilä Linda Välimäki | Jégkorong | Női            |
| Bronz | Krista Pärmäkoski | Sífutás   | Női 10 km      |
| Bronz | Krista Pärmäkoski | Sífutás   | Női 15 km      |
| Bronz | Enni Rukajärvi | Snowboard | Női slopestyle |

## Alpesisí
Férfi
| Versenyző     | Versenyszám            | 1. futam | 1. futam | 2. futam | 2. futam | Összesítés | Összesítés |
| Versenyző     | Versenyszám            | Idő      | Hely.    | Idő      | Hely.    | Idő        | Helyezés   |
| ------------- | ---------------------- | -------- | -------- | -------- | -------- | ---------- | ---------- |
| Andreas Romar | Lesiklás               |          |          |          |          | 1:43,78    | 31.        |
| Andreas Romar | Szuperóriás-műlesiklás |          |          |          |          | 1:27,70    | 31.        |
| Samu Torsti   | Óriás-műlesiklás       | 1:10,93  | 22.      | 1:10,44  | 11.      | 2:21,37    | 17.        |

| Versenyző     | Versenyszám | Lesiklás | Lesiklás | Műlesiklás | Műlesiklás | Összesítés | Összesítés |
| Versenyző     | Versenyszám | Idő      | Hely.    | Idő        | Hely.      | Idő        | Helyezés   |
| ------------- | ----------- | -------- | -------- | ---------- | ---------- | ---------- | ---------- |
| Andreas Romar | Összetett   | 1:21,94  | 35.      | 49,58      | 22.        | 2:11,52    | 24.        |

## Biatlon
Férfi
| Versenyző       | Versenyszám            | Időeredmény | Lövőhiba    | Helyezés |
| --------------- | ---------------------- | ----------- | ----------- | -------- |
| Tuomas Grönman  | 10 km sprint           | 25:24,3     | 1 (0+1)     | 45.      |
| Tuomas Grönman  | 12,5 km üldözőverseny  | 38:58,9     | 6 (0+1+2+3) | 55.      |
| Tuomas Grönman  | 20 km egyéni indításos | 52:44,1     | 3 (0+2+0+1) | 48.      |
| Olli Hiidensalo | 10 km sprint           | 24:26,3     | 0 (0+0)     | 19.      |
| Olli Hiidensalo | 12,5 km üldözőverseny  | 37:03,9     | 7 (1+2+1+3) | 35.      |
| Olli Hiidensalo | 20 km egyéni indításos | 54:57,6     | 5 (0+1+3+1) | 73.      |
| Tero Seppälä    | 10 km sprint           | 24:27,3     | 1 (1+0)     | 20.      |
| Tero Seppälä    | 12,5 km üldözőverseny  | 36:09,9     | 5 (1+1+3+0) | 25.      |
| Tero Seppälä    | 20 km egyéni indításos | 55:10,8     | 6 (0+2+2+2) | 76.      |
| Tero Seppälä    | 15 km tömegrajtos      | 37:25,0     | 3 (1+2+0+0) | 21.      |

Női
| Versenyző                                                     | Versenyszám            | Időeredmény | Lövőhiba    | Helyezés |
| ------------------------------------------------------------- | ---------------------- | ----------- | ----------- | -------- |
| Mari Laukkanen                                                | 7,5 km sprint          | 24:00,6     | 5 (3+2)     | 64.      |
| Mari Laukkanen                                                | 15 km egyéni indításos | 46:03,7     | 4 (2+1+0+1) | 42.      |
| Venla Lehtonen                                                | 7,5 km sprint          | 25:13,7     | 3 (3+0)     | 79.      |
| Kaisa Mäkäräinen                                              | 7,5 km sprint          | 22:36,4     | 3 (2+1)     | 25.      |
| Kaisa Mäkäräinen                                              | 10 km üldözőverseny    | 33:22,2     | 6 (0+3+3+0) | 22.      |
| Kaisa Mäkäräinen                                              | 15 km egyéni indításos | 43:57,9     | 3 (1+1+1+0) | 13.      |
| Kaisa Mäkäräinen                                              | 12,5 km tömegrajtos    | 36:23,9     | 2 (0+1+0+1) | 10.      |
| Suvi Minkkinen                                                | 15 km egyéni indításos | 48:27,7     | 4 (2+1+0+1) | 69.      |
| Laura Toivanen                                                | 7,5 km sprint          | 24:55,4     | 1 (0+1)     | 77.      |
| Laura Toivanen                                                | 15 km egyéni indításos | 46:42,6     | 3 (1+1+0+1) | 49.      |
| Mari Laukkanen Venla Lehtonen Kaisa Mäkäräinen Laura Toivanen | 4 × 6 km váltó         | 1:14:37,2   | 15 (2+13)   | 15.      |

Vegyes
| Versenyző                                                    | Versenyszám  | Időeredmény | Lövőhiba | Helyezés |
| ------------------------------------------------------------ | ------------ | ----------- | -------- | -------- |
| Laura Toivanen Kaisa Mäkäräinen Tero Seppälä Olli Hiidensalo | Vegyes váltó | 1:09:38,2   | 3 (0+3)  | 6.       |

## Curling

### Vegyes páros
- Oona Kauste
- Tomi Rantamäki

| Nemzet                     | Név                                                | Gy | V | P+ | P- | Gy end | V end | Üres endek | Saját rabolt endek | Lökés % |
| -------------------------- | -------------------------------------------------- | -- | - | -- | -- | ------ | ----- | ---------- | ------------------ | ------- |
| Kanada                     | Kaitlyn Lawes / John Morris                        | 6  | 1 | 52 | 26 | 29     | 20    | 0          | 9                  | 80%     |
| Svájc                      | Jenny Perret / Martin Rios                         | 5  | 2 | 45 | 33 | 29     | 26    | 0          | 10                 | 72%     |
| Olimpikonok Oroszországból | Anasztaszija Brizgalova / Alekszandr Kruselnyickij | 4  | 3 | 36 | 44 | 26     | 27    | 1          | 7                  | 67%     |
| Norvégia                   | Kristin Skaslien / Magnus Nedregotten              | 4  | 3 | 39 | 43 | 26     | 25    | 1          | 8                  | 74%     |
| Kína                       | Wang Rui / Ba Dexin                                | 4  | 3 | 47 | 42 | 27     | 27    | 1          | 6                  | 72%     |
| Dél-Korea                  | Jang Hye-ji / Lee Ki-jeong                         | 2  | 5 | 42 | 47 | 26     | 26    | 1          | 7                  | 70%     |
| Egyesült Államok           | Rebecca Hamilton / Matt Hamilton                   | 2  | 5 | 37 | 43 | 26     | 25    | 0          | 9                  | 74%     |
| Finnország                 | Oona Kauste / Tomi Rantamäki                       | 1  | 6 | 35 | 53 | 23     | 29    | 0          | 6                  | 66%     |

1. 1 2  Norvégia és Kína rájátszáson mérkőzött az elődöntőbe jutásért

| Sheet C            | Sheet C                         | 1 | 2 | 3 | 4 | 5 | 6 | 7 | 8 | VE |
|                    | Dél-Korea (Jang / Lee)          | 3 | 1 | 1 | 0 | 0 | 0 | 4 | X | 9  |
| 1. end utolsó köve | Finnország (Kauste / Rantamäki) | 0 | 0 | 0 | 1 | 2 | 1 | 0 | X | 4  |

| Sheet A            | Sheet A                         | 1 | 2 | 3 | 4 | 5 | 6 | 7 | 8 | VE |
| 1. end utolsó köve | Finnország (Kauste / Rantamäki) | 0 | 0 | 2 | 0 | 0 | 2 | 2 | 0 | 6  |
|                    | Svájc (Perret / Rios)           | 2 | 1 | 0 | 2 | 1 | 0 | 0 | 1 | 7  |

| Sheet D            | Sheet D                                                 | 1 | 2 | 3 | 4 | 5 | 6 | 7 | 8 | VE |
|                    | Olimpikonok Oroszországból (Brizgalova / Kruselnyickij) | 0 | 0 | 4 | 0 | 1 | 2 | 0 | X | 7  |
| 1. end utolsó köve | Finnország (Kauste / Rantamäki)                         | 2 | 1 | 0 | 1 | 0 | 0 | 1 | X | 5  |

| Sheet A            | Sheet A                         | 1 | 2 | 3 | 4 | 5 | 6 | 7 | 8 | VE |
|                    | Kanada (Lawes / Morris)         | 1 | 0 | 1 | 1 | 0 | 5 | X | X | 8  |
| 1. end utolsó köve | Finnország (Kauste / Rantamäki) | 0 | 1 | 0 | 0 | 1 | 0 | X | X | 2  |

| Sheet B            | Sheet B                           | 1 | 2 | 3 | 4 | 5 | 6 | 7 | 8 | 9 | VE |
|                    | Norvégia (Skaslien / Nedregotten) | 1 | 0 | 1 | 0 | 3 | 0 | 1 | 0 | 1 | 7  |
| 1. end utolsó köve | Finnország (Kauste / Rantamäki)   | 0 | 2 | 0 | 1 | 0 | 2 | 0 | 1 | 0 | 6  |

| Sheet D            | Sheet D                         | 1 | 2 | 3 | 4 | 5 | 6 | 7 | 8 | VE |
| 1. end utolsó köve | Finnország (Kauste / Rantamäki) | 0 | 3 | 0 | 1 | 0 | 1 | 0 | X | 5  |
|                    | Kína (Wang / Ba)                | 3 | 0 | 1 | 0 | 4 | 0 | 2 | X | 10 |

| Sheet B            | Sheet B                                      | 1 | 2 | 3 | 4 | 5 | 6 | 7 | 8 | VE |
|                    | Finnország (Kauste / Rantamäki)              | 1 | 0 | 0 | 1 | 1 | 0 | 4 | 0 | 7  |
| 1. end utolsó köve | Egyesült Államok (R. Hamilton / M. Hamilton) | 0 | 1 | 1 | 0 | 0 | 1 | 0 | 2 | 5  |

| Csapat     | Helyezés |
| ---------- | -------- |
| Finnország | 7.       |

## Északi összetett
| Versenyző                                             | Versenyszám        | Síugrás | Síugrás | Síugrás | Síugrás    | Sífutás | Összesítés | Összesítés |
| Versenyző                                             | Versenyszám        | Táv     | Pont    | Hely.   | Időhátrány | Idő     | Idő        | Helyezés   |
| ----------------------------------------------------- | ------------------ | ------- | ------- | ------- | ---------- | ------- | ---------- | ---------- |
| Ilkka Herola                                          | Normálsánc + 10 km | 97,0    | 99,7    | 17.     | +2:04      | 23:52,9 | 25:56,9    | 8.         |
| Ilkka Herola                                          | Nagysánc + 10 km   | 119,5   | 103,6   | 28.     | +2:21      | 23:25,2 | 25:46,2    | 18.        |
| Eero Hirvonen                                         | Normálsánc + 10 km | 102,0   | 118,0   | 6.      | +0:50      | 24:53,0 | 25:43,0    | 6.         |
| Eero Hirvonen                                         | Nagysánc + 10 km   | 132,5   | 127,9   | 7.      | +0:44      | 23:30,6 | 24:14,6    | 6.         |
| Arttu Mäkiaho                                         | Normálsánc + 10 km | 91,0    | 85,2    | =34.    | +3:02      | 25:25,3 | 28:27,3    | 36.        |
| Arttu Mäkiaho                                         | Nagysánc + 10 km   | 108,0   | 81,7    | 42.     | +3:49      | 24:12,3 | 28:01,3    | 38.        |
| Hannu Manninen                                        | Normálsánc + 10 km | 90,0    | 85,2    | =34.    | +3:02      | 24:27,8 | 27:29,8    | 23.        |
| Leevi Mutru                                           | Nagysánc + 10 km   | 111,0   | 81,9    | 41.     | +3:48      | 23:30,3 | 27:18,3    | 31.        |
| Ilkka Herola Leevi Mutru Hannu Manninen Eero Hirvonen | Csapat             | 484,5   | 381,3   | 7.      | +1:58      | 46:42,5 | 48:40,5    | 6.         |

## Gyorskorcsolya
Férfi
| Versenyző     | Versenyszám | Eredmény | Helyezés |
| ------------- | ----------- | -------- | -------- |
| Pekka Koskela | 500 m       | 35,192   | 19.      |
| Pekka Koskela | 1000 m      | 1:11,76  | 36.      |
| Mika Poutala  | 500 m       | 34,68    | 4.       |
| Mika Poutala  | 1000 m      | 1:09,58  | 16.      |
| Elina Risku   | 500 m       | 39,36    | 28.      |

## Jégkorong

### Férfi
- Szövetségi kapitány:  Lauri Marjamäki
- Segédedzők:  Ari Hilli,  Mikko Manner,  Jussi Tapola

| Finn nemzeti férfi jégkorongcsapat-játékoskeret | Finn nemzeti férfi jégkorongcsapat-játékoskeret | Finn nemzeti férfi jégkorongcsapat-játékoskeret | Finn nemzeti férfi jégkorongcsapat-játékoskeret | Finn nemzeti férfi jégkorongcsapat-játékoskeret | Finn nemzeti férfi jégkorongcsapat-játékoskeret | Finn nemzeti férfi jégkorongcsapat-játékoskeret | Finn nemzeti férfi jégkorongcsapat-játékoskeret |
| #                                               | Poszt                                           | Név                                             | Magasság                                        | Súly                                            | Születési idő                                   | Születési hely                                  | Klub 2017–18-ban                                |
| ----------------------------------------------- | ----------------------------------------------- | ----------------------------------------------- | ----------------------------------------------- | ----------------------------------------------- | ----------------------------------------------- | ----------------------------------------------- | ----------------------------------------------- |
| 2                                               | D                                               | Mikko Lehtonen                                  | 1,83 m (6 ft 0 in)                              | 88 kg (194 lb)                                  | 1994. január 16.                                | Turku                                           | Tappara (Liiga)                                 |
| 4                                               | D                                               | Tommi Kivistö                                   | 1,86 m (6 ft 1 in)                              | 94 kg (207 lb)                                  | 1991. június 7.                                 | Vantaa                                          | Jokerit (KHL)                                   |
| 5                                               | D                                               | Lasse Kukkonen – C                              | 1,84 m (6 ft 0 in)                              | 85 kg (187 lb)                                  | 1981. szeptember 18.                            | Oulu                                            | Kärpät (Liiga)                                  |
| 12                                              | F                                               | Marko Anttila                                   | 2,03 m (6 ft 8 in)                              | 104 kg (229 lb)                                 | 1985. május 27.                                 | Lempäälä                                        | Jokerit (KHL)                                   |
| 13                                              | F                                               | Julius Junttila                                 | 1,78 m (5 ft 10 in)                             | 81 kg (179 lb)                                  | 1991. augusztus 15.                             | Oulu                                            | Kärpät (Liiga)                                  |
| 18                                              | D                                               | Sami Lepistö – A                                | 1,83 m (6 ft 0 in)                              | 87 kg (192 lb)                                  | 1984. október 17.                               | Espoo                                           | Jokerit (KHL)                                   |
| 19                                              | G                                               | Mikko Koskinen                                  | 2,01 m (6 ft 7 in)                              | 95 kg (209 lb)                                  | 1988. július 18.                                | Vantaa                                          | SKA Saint Petersburg (KHL)                      |
| 20                                              | F                                               | Eeli Tolvanen                                   | 1,79 m (5 ft 10 in)                             | 82 kg (181 lb)                                  | 1999. április 22.                               | Vihti                                           | Jokerit (KHL)                                   |
| 23                                              | F                                               | Joonas Kemppainen                               | 1,90 m (6 ft 3 in)                              | 102 kg (225 lb)                                 | 1988. április 7.                                | Kajaani                                         | Salavat Yulaev Ufa (KHL)                        |
| 24                                              | F                                               | Jani Lajunen                                    | 1,89 m (6 ft 2 in)                              | 94 kg (207 lb)                                  | 1990. június 16.                                | Espoo                                           | HC Lugano (NL)                                  |
| 25                                              | F                                               | Jonas Enlund                                    | 1,83 m (6 ft 0 in)                              | 86 kg (190 lb)                                  | 1987. november 3.                               | Helsinki                                        | Sibir Novosibirsk (KHL)                         |
| 27                                              | F                                               | Petri Kontiola – A                              | 1,83 m (6 ft 0 in)                              | 97 kg (214 lb)                                  | 1984. október 4.                                | Seinäjoki                                       | Lokomotyiv Jaroszlavl (KHL)                     |
| 31                                              | G                                               | Karri Rämö                                      | 1,88 m (6 ft 2 in)                              | 93 kg (205 lb)                                  | 1986. július 1.                                 | Asikkala                                        | Jokerit (KHL)                                   |
| 37                                              | F                                               | Mika Pyörälä                                    | 1,82 m (6 ft 0 in)                              | 81 kg (179 lb)                                  | 1981. július 13.                                | Oulu                                            | SC Bern (NL)                                    |
| 38                                              | D                                               | Juuso Hietanen                                  | 1,80 m (5 ft 11 in)                             | 85 kg (187 lb)                                  | 1985. június 14.                                | Hämeenlinna                                     | Dynamo Moscow (KHL)                             |
| 40                                              | F                                               | Jarno Koskiranta                                | 1,92 m (6 ft 4 in)                              | 92 kg (203 lb)                                  | 1986. december 9.                               | Paimio                                          | SKA Saint Petersburg (KHL)                      |
| 42                                              | D                                               | Miro Heiskanen                                  | 1,84 m (6 ft 0 in)                              | 83 kg (183 lb)                                  | 1999. július 18.                                | Espoo                                           | HIFK (Liiga)                                    |
| 50                                              | D                                               | Miika Koivisto                                  | 1,84 m (6 ft 0 in)                              | 87 kg (192 lb)                                  | 1990. július 20.                                | Vaasa                                           | Kärpät (Liiga)                                  |
| 55                                              | D                                               | Atte Ohtamaa                                    | 1,88 m (6 ft 2 in)                              | 96 kg (212 lb)                                  | 1987. november 6.                               | Nivala                                          | Ak Bars Kazan (KHL)                             |
| 62                                              | F                                               | Oskar Osala                                     | 1,94 m (6 ft 4 in)                              | 110 kg (240 lb)                                 | 1987. december 26.                              | Vaasa                                           | Metallurg Magnitogorsk (KHL)                    |
| 65                                              | F                                               | Sakari Manninen                                 | 1,72 m (5 ft 8 in)                              | 76 kg (168 lb)                                  | 1992. február 10.                               | Oulu                                            | Örebro HK (SHL)                                 |
| 70                                              | F                                               | Teemu Hartikainen                               | 1,86 m (6 ft 1 in)                              | 104 kg (229 lb)                                 | 1990. május 3.                                  | Kuopio                                          | Salavat Yulaev Ufa (KHL)                        |
| 77                                              | G                                               | Juha Metsola                                    | 1,77 m (5 ft 10 in)                             | 69 kg (152 lb)                                  | 1989. február 24.                               | Tampere                                         | Amur Khabarovsk (KHL)                           |
| 81                                              | F                                               | Jukka Peltola                                   | 1,84 m (6 ft 0 in)                              | 85 kg (187 lb)                                  | 1987. augusztus 26.                             | Tampere                                         | Tappara (Liiga)                                 |
| 86                                              | F                                               | Veli-Matti Savinainen                           | 1,82 m (6 ft 0 in)                              | 82 kg (181 lb)                                  | 1986. január 5.                                 | Espoo                                           | Yugra (KHL)                                     |

Csoportkör
C csoport
| Hely. | Csapat      | M | Gy | HGy | HV | V | G+ | G– | Gk | P | Továbbjutás                       |
| ----- | ----------- | - | -- | --- | -- | - | -- | -- | -- | - | --------------------------------- |
| 1.    | Svédország  | 3 | 3  | 0   | 0  | 0 | 8  | 1  | +7 | 9 | Továbbjutott a negyeddöntőbe      |
| 2.    | Finnország  | 3 | 2  | 0   | 0  | 1 | 11 | 6  | +5 | 6 | A negyeddöntőbe jutásért játszott |
| 3.    | Németország | 3 | 0  | 1   | 0  | 2 | 4  | 7  | −3 | 2 | A negyeddöntőbe jutásért játszott |
| 4.    | Norvégia    | 3 | 0  | 0   | 1  | 2 | 2  | 11 | −9 | 1 | A negyeddöntőbe jutásért játszott |

| 2018. február 15. 12:10 (4:10) | Finnország (FIN) | 5–2 (2–1, 2–0, 1–1) | Németország (GER) | Gangneung Hockey Center, Phjongcshang Nézőszám: 3695 |

| Jegyzőkönyv | Jegyzőkönyv    | Jegyzőkönyv                        | Jegyzőkönyv          | Jegyzőkönyv                                                                       |
| --- | -------------- | ---------------------------------- | -------------------- | --------------------------------------------------------------------------------- |
| | Mikko Koskinen | Kapusok                            | Danny aus den Birken | Játékvezetők: Oliver Gouin Jozef Kubuš Vonalbírók: Nicolas Fluri Miroslav Lhotský |
| \| Lepistö (Kontiola, Tolvanen) (PP) – 03:13 \| 1–0 \| \| \| \| 1–1 \| 08:44 – Macek (Ehrhoff, Wolf) (PP) \| \| Pyörälä (Lajunen, Manninen) – 15:30 \| 2–1 \| \| \| Tolvanen (Hartikainen, Kemppainen) (PP) – 37:22 \| 3–1 \| \| \| Kukkonen (Kontiola, Tolvanen) – 38:43 \| 4–1 \| \| \| \| 4–2 \| 41:51 – Hördler \| \| Kemppainen (Tolvanen, Lepistö) (PP) – 52:48 \| 5–2 \| \| |                |                                    |                      | Játékvezetők: Oliver Gouin Jozef Kubuš Vonalbírók: Nicolas Fluri Miroslav Lhotský |
| 10 perc | Büntetések     | 10 perc                            |                      | Játékvezetők: Oliver Gouin Jozef Kubuš Vonalbírók: Nicolas Fluri Miroslav Lhotský |
| 20 | Lövések        | 24                                 |                      | Játékvezetők: Oliver Gouin Jozef Kubuš Vonalbírók: Nicolas Fluri Miroslav Lhotský |
| Lepistö (Kontiola, Tolvanen) (PP) – 03:13 | 1–0            |                                    |                      | Játékvezetők: Oliver Gouin Jozef Kubuš Vonalbírók: Nicolas Fluri Miroslav Lhotský |
| | 1–1            | 08:44 – Macek (Ehrhoff, Wolf) (PP) |                      | Játékvezetők: Oliver Gouin Jozef Kubuš Vonalbírók: Nicolas Fluri Miroslav Lhotský |
| Pyörälä (Lajunen, Manninen) – 15:30 | 2–1            |                                    |                      | Játékvezetők: Oliver Gouin Jozef Kubuš Vonalbírók: Nicolas Fluri Miroslav Lhotský |
| Tolvanen (Hartikainen, Kemppainen) (PP) – 37:22 | 3–1            |                                    |                      |                                                                                   |
| Kukkonen (Kontiola, Tolvanen) – 38:43 | 4–1            |                                    |                      |                                                                                   |
| | 4–2            | 41:51 – Hördler                    |                      |                                                                                   |
| Kemppainen (Tolvanen, Lepistö) (PP) – 52:48 | 5–2            |                                    |                      |                                                                                   |

| 2018. február 16. 21:10 (13:10) | Finnország (FIN) | 5–1 (1–1, 1–0, 3–0) | Norvégia (NOR) | Gangneung Hockey Center, Phjongcshang Nézőszám: 4180 |

| Jegyzőkönyv | Jegyzőkönyv    | Jegyzőkönyv                                | Jegyzőkönyv | Jegyzőkönyv                                                                     |
| --- | -------------- | ------------------------------------------ | ----------- | ------------------------------------------------------------------------------- |
| | Mikko Koskinen | Kapusok                                    | Lars Haugen | Játékvezetők: Jan Hribik Brett Iverson Vonalbírók: Jimmy Dahmen Fraser McIntyre |
| \| \| 0–1 \| 06:29 – Thoresen (Kristiansen, Olimb) (PP) \| \| Tolvanen (Lepistö) (PP) – 16:36 \| 1–1 \| \| \| Tolvanen (Peltola) – 25:32 \| 2–1 \| \| \| Savinainen (Koskiranta) – 42:59 \| 3–1 \| \| \| Lepistö (Kontiola) (PP) – 47:54 \| 4–1 \| \| \| Manninen (Kontiola) – 56:48 \| 5–1 \| \| |                |                                            |             | Játékvezetők: Jan Hribik Brett Iverson Vonalbírók: Jimmy Dahmen Fraser McIntyre |
| 8 perc | Büntetések     | 12 perc                                    |             | Játékvezetők: Jan Hribik Brett Iverson Vonalbírók: Jimmy Dahmen Fraser McIntyre |
| 30 | Lövések        | 22                                         |             | Játékvezetők: Jan Hribik Brett Iverson Vonalbírók: Jimmy Dahmen Fraser McIntyre |
| | 0–1            | 06:29 – Thoresen (Kristiansen, Olimb) (PP) |             | Játékvezetők: Jan Hribik Brett Iverson Vonalbírók: Jimmy Dahmen Fraser McIntyre |
| Tolvanen (Lepistö) (PP) – 16:36 | 1–1            |                                            |             | Játékvezetők: Jan Hribik Brett Iverson Vonalbírók: Jimmy Dahmen Fraser McIntyre |
| Tolvanen (Peltola) – 25:32 | 2–1            |                                            |             | Játékvezetők: Jan Hribik Brett Iverson Vonalbírók: Jimmy Dahmen Fraser McIntyre |
| Savinainen (Koskiranta) – 42:59 | 3–1            |                                            |             |                                                                                 |
| Lepistö (Kontiola) (PP) – 47:54 | 4–1            |                                            |             |                                                                                 |
| Manninen (Kontiola) – 56:48 | 5–1            |                                            |             |                                                                                 |

| 2018. február 18. 16:40 (8:40) | Svédország (SWE) | 3–1 (1–0, 0–1, 2–0) | Finnország (FIN) | Gangneung Hockey Center, Phjongcshang Nézőszám: 3861 |

| Jegyzőkönyv | Jegyzőkönyv  | Jegyzőkönyv                             | Jegyzőkönyv    | Jegyzőkönyv                                                                           |
| --- | ------------ | --------------------------------------- | -------------- | ------------------------------------------------------------------------------------- |
| | Viktor Fasth | Kapusok                                 | Mikko Koskinen | Játékvezetők: Oliver Gouin Antonín Jeřábek Vonalbírók: Roman Kaderli Lukas Kohlmüller |
| \| Lander (Omark, Fasth) – 14:53 \| 1–0 \| \| \| \| 1–1 \| 21:32 – Kemppainen (Koivisto, Junttila) \| \| Zackrisson (Fransson) – 48:53 \| 2–1 \| \| \| Möller (Omark) (PP, ENG) – 59:55 \| 3–1 \| \| |              |                                         |                | Játékvezetők: Oliver Gouin Antonín Jeřábek Vonalbírók: Roman Kaderli Lukas Kohlmüller |
| 10 perc | Büntetések   | 14 perc                                 |                | Játékvezetők: Oliver Gouin Antonín Jeřábek Vonalbírók: Roman Kaderli Lukas Kohlmüller |
| 23 | Lövések      | 19                                      |                | Játékvezetők: Oliver Gouin Antonín Jeřábek Vonalbírók: Roman Kaderli Lukas Kohlmüller |
| Lander (Omark, Fasth) – 14:53 | 1–0          |                                         |                | Játékvezetők: Oliver Gouin Antonín Jeřábek Vonalbírók: Roman Kaderli Lukas Kohlmüller |
| | 1–1          | 21:32 – Kemppainen (Koivisto, Junttila) |                | Játékvezetők: Oliver Gouin Antonín Jeřábek Vonalbírók: Roman Kaderli Lukas Kohlmüller |
| Zackrisson (Fransson) – 48:53 | 2–1          |                                         |                | Játékvezetők: Oliver Gouin Antonín Jeřábek Vonalbírók: Roman Kaderli Lukas Kohlmüller |
| Möller (Omark) (PP, ENG) – 59:55 | 3–1          |                                         |                |                                                                                       |

Rájátszás a negyeddöntőért
| 2018. február 20. 21:10 (13:10) | Finnország (FIN) | 5–2 (1–0, 2–2, 2–0) | Dél-Korea (KOR) | Gangneung Hockey Center, Phjongcshang Nézőszám: 5409 |

| Jegyzőkönyv | Jegyzőkönyv    | Jegyzőkönyv                      | Jegyzőkönyv | Jegyzőkönyv                                                                     |
| --- | -------------- | -------------------------------- | ----------- | ------------------------------------------------------------------------------- |
| | Mikko Koskinen | Kapusok                          | Matt Dalton | Játékvezetők: Roman Gofman Timothy Mayer Vonalbírók: Nicolas Fluri Gleb Lazarev |
| \| Kontiola (Tolvanen, Kemppainen) (PP) – 04:42 \| 1–0 \| \| \| Kontiola (Lepistö, Tolvanen) (PP) – 23:44 \| 2–0 \| \| \| Heiskanen (Tolvanen) – 26:23 \| 3–0 \| \| \| \| 3–1 \| 30:06 – Radunske (Regan, Kim S.) \| \| \| 3–2 \| 32:09 – Ahn (Shin S-h) \| \| Hietanen (Osala, Savinainen) (PP) – 47:20 \| 4–2 \| \| \| Manninen (Hietanen, Koskiranta) (ENG) – 59:53 \| 5–2 \| \| |                |                                  |             | Játékvezetők: Roman Gofman Timothy Mayer Vonalbírók: Nicolas Fluri Gleb Lazarev |
| 2 perc | Büntetések     | 8 perc                           |             | Játékvezetők: Roman Gofman Timothy Mayer Vonalbírók: Nicolas Fluri Gleb Lazarev |
| 36 | Lövések        | 19                               |             | Játékvezetők: Roman Gofman Timothy Mayer Vonalbírók: Nicolas Fluri Gleb Lazarev |
| Kontiola (Tolvanen, Kemppainen) (PP) – 04:42 | 1–0            |                                  |             | Játékvezetők: Roman Gofman Timothy Mayer Vonalbírók: Nicolas Fluri Gleb Lazarev |
| Kontiola (Lepistö, Tolvanen) (PP) – 23:44 | 2–0            |                                  |             | Játékvezetők: Roman Gofman Timothy Mayer Vonalbírók: Nicolas Fluri Gleb Lazarev |
| Heiskanen (Tolvanen) – 26:23 | 3–0            |                                  |             | Játékvezetők: Roman Gofman Timothy Mayer Vonalbírók: Nicolas Fluri Gleb Lazarev |
| | 3–1            | 30:06 – Radunske (Regan, Kim S.) |             |                                                                                 |
| | 3–2            | 32:09 – Ahn (Shin S-h)           |             |                                                                                 |
| Hietanen (Osala, Savinainen) (PP) – 47:20 | 4–2            |                                  |             |                                                                                 |
| Manninen (Hietanen, Koskiranta) (ENG) – 59:53 | 5–2            |                                  |             |                                                                                 |

Negyeddöntő
| 2018. február 21. 21:10 (13:10) | Kanada (CAN) | 1–0 (0–0, 0–0, 1–0) | Finnország (FIN) | Gangneung Hockey Center, Phjongcshang Nézőszám: 2265 |

| Jegyzőkönyv                             | Jegyzőkönyv               | Jegyzőkönyv | Jegyzőkönyv    | Jegyzőkönyv                                                                              |
| --------------------------------------- | ------------------------- | ----------- | -------------- | ---------------------------------------------------------------------------------------- |
|                                         | Ben Scrivens Kevin Poulin | Kapusok     | Mikko Koskinen | Játékvezetők: Antonín Jeřábek Konstantin Olenin Vonalbírók: Gleb Lazarev Henrik Pihlblad |
| \| Noreau (O'Dell) – 40:55 \| 1–0 \| \| |                           |             |                | Játékvezetők: Antonín Jeřábek Konstantin Olenin Vonalbírók: Gleb Lazarev Henrik Pihlblad |
| 6 perc                                  | Büntetések                | 4 perc      |                | Játékvezetők: Antonín Jeřábek Konstantin Olenin Vonalbírók: Gleb Lazarev Henrik Pihlblad |
| 30                                      | Lövések                   | 21          |                | Játékvezetők: Antonín Jeřábek Konstantin Olenin Vonalbírók: Gleb Lazarev Henrik Pihlblad |
| Noreau (O'Dell) – 40:55                 | 1–0                       |             |                | Játékvezetők: Antonín Jeřábek Konstantin Olenin Vonalbírók: Gleb Lazarev Henrik Pihlblad |

| Csapat           | Helyezés |
| ---------------- | -------- |
| Finnország (FIN) | 6.       |

### Női
- Szövetségi kapitány:  Pasi Mustonen
- Segédedzők:  Juuso Toivola

| Finn nemzeti női jégkorongcsapat-játékoskeret | Finn nemzeti női jégkorongcsapat-játékoskeret | Finn nemzeti női jégkorongcsapat-játékoskeret | Finn nemzeti női jégkorongcsapat-játékoskeret | Finn nemzeti női jégkorongcsapat-játékoskeret | Finn nemzeti női jégkorongcsapat-játékoskeret | Finn nemzeti női jégkorongcsapat-játékoskeret | Finn nemzeti női jégkorongcsapat-játékoskeret |
| #                                             | Poszt                                         | Név                                           | Magasság                                      | Súly                                          | Születési idő                                 | Születési hely                                | Klub 2017–18-ban                              |
| --------------------------------------------- | --------------------------------------------- | --------------------------------------------- | --------------------------------------------- | --------------------------------------------- | --------------------------------------------- | --------------------------------------------- | --------------------------------------------- |
| 1                                             | G                                             | Eveliina Suonpää                              | 1,74 m (5 ft 9 in)                            | 64 kg (141 lb)                                | 1995. április 12.                             | Kiukainen                                     | Lukko (Liiga)                                 |
| 2                                             | D                                             | Isa Rahunen                                   | 1,65 m (5 ft 5 in)                            | 66 kg (146 lb)                                | 1993. április 16.                             | Kuopio                                        | Kärpät (Liiga)                                |
| 4                                             | D                                             | Rosa Lindstedt                                | 1,86 m (6 ft 1 in)                            | 80 kg (180 lb)                                | 1988. január 24.                              | Ylöjärvi                                      | HV71 (SDHL)                                   |
| 6                                             | D                                             | Jenni Hiirikoski – C                          | 1,61 m (5 ft 3 in)                            | 62 kg (137 lb)                                | 1987. március 30.                             | Lempäälä                                      | Luleå HF (SDHL)                               |
| 7                                             | D                                             | Mira Jalosuo                                  | 1,84 m (6 ft 0 in)                            | 80 kg (180 lb)                                | 1989. február 3.                              | Lieksa                                        | Kärpät (Liiga)                                |
| 8                                             | D                                             | Ella Viitasuo                                 | 1,72 m (5 ft 8 in)                            | 66 kg (146 lb)                                | 1996. május 27.                               | Lahti                                         | Espoo Blues (Liiga)                           |
| 9                                             | F                                             | Venla Hovi                                    | 1,69 m (5 ft 7 in)                            | 67 kg (148 lb)                                | 1987. október 28.                             | Tampere                                       | Univ. of Manitoba (U SPORTS)                  |
| 10                                            | F                                             | Linda Välimäki                                | 1,66 m (5 ft 5 in)                            | 72 kg (159 lb)                                | 1990. május 31.                               | Ylöjärvi                                      | Ilves (Liiga)                                 |
| 11                                            | F                                             | Annina Rajahuhta                              | 1,64 m (5 ft 5 in)                            | 69 kg (152 lb)                                | 1989. március 8.                              | Helsinki                                      | Kunlun Red Star (CWHL)                        |
| 13                                            | F                                             | Riikka Välilä – A                             | 1,63 m (5 ft 4 in)                            | 60 kg (130 lb)                                | 1973. június 12.                              | Jyväskylä                                     | HV71 (SDHL)                                   |
| 15                                            | D                                             | Minnamari Tuominen                            | 1,65 m (5 ft 5 in)                            | 71 kg (157 lb)                                | 1990. június 26.                              | Helsinki                                      | Espoo Blues (Liiga)                           |
| 18                                            | G                                             | Meeri Räisänen                                | 1,70 m (5 ft 7 in)                            | 62 kg (137 lb)                                | 1989. december 2.                             | Tampere                                       | HPK (Liiga)                                   |
| 19                                            | F                                             | Petra Nieminen                                | 1,69 m (5 ft 7 in)                            | 64 kg (141 lb)                                | 1999. május 4.                                | Tampere                                       | Team Kuortane (Liiga)                         |
| 22                                            | F                                             | Emma Nuutinen                                 | 1,76 m (5 ft 9 in)                            | 73 kg (161 lb)                                | 1996. december 7.                             | Vantaa                                        | Mercyhurst University (NCAA)                  |
| 23                                            | F                                             | Sanni Hakala                                  | 1,53 m (5 ft 0 in)                            | 56 kg (123 lb)                                | 1997. október 31.                             | Jyväskylä                                     | HV71 (SDHL)                                   |
| 24                                            | F                                             | Noora Tulus                                   | 1,65 m (5 ft 5 in)                            | 67 kg (148 lb)                                | 1995. augusztus 15.                           | Vantaa                                        | Luleå HF (SDHL)                               |
| 26                                            | F                                             | Sara Säkkinen                                 | 1,62 m (5 ft 4 in)                            | 61 kg (134 lb)                                | 1998. április 7.                              | Tampere                                       | Team Kuortane (Liiga)                         |
| 27                                            | F                                             | Saila Saari                                   | 1,70 m (5 ft 7 in)                            | 62 kg (137 lb)                                | 1989. november 1.                             | Alavus                                        | Kärpät (Liiga)                                |
| 33                                            | F                                             | Michelle Karvinen – A                         | 1,67 m (5 ft 6 in)                            | 70 kg (150 lb)                                | 1990. március 27.                             | Rødovre, Dánia                                | Luleå HF (SDHL)                               |
| 41                                            | G                                             | Noora Räty                                    | 1,64 m (5 ft 5 in)                            | 65 kg (143 lb)                                | 1989. május 29.                               | Espoo                                         | Kunlun Red Star (CWHL)                        |
| 61                                            | F                                             | Tanja Niskanen                                | 1,76 m (5 ft 9 in)                            | 69 kg (152 lb)                                | 1992. november 9.                             | Juankoski                                     | KalPa (Liiga)                                 |
| 77                                            | F                                             | Susanna Tapani                                | 1,75 m (5 ft 9 in)                            | 60 kg (130 lb)                                | 1993. március 2.                              | Laitila                                       | Lukko (Liiga)                                 |
| 88                                            | D                                             | Ronja Savolainen                              | 1,76 m (5 ft 9 in)                            | 70 kg (150 lb)                                | 1997. november 29.                            | Helsinki                                      | Luleå HF (SDHL)                               |

Csoportkör
A csoport
| Hely. | Csapat                 | M | Gy | HGy | HV | V | G+ | G– | Gk  | P | Továbbjutás                  |
| ----- | ---------------------- | - | -- | --- | -- | - | -- | -- | --- | - | ---------------------------- |
| 1.    | Kanada                 | 3 | 3  | 0   | 0  | 0 | 11 | 2  | +9  | 9 | Továbbjutott az elődöntőbe   |
| 2.    | Egyesült Államok       | 3 | 2  | 0   | 0  | 1 | 9  | 3  | +6  | 6 | Továbbjutott az elődöntőbe   |
| 3.    | Finnország             | 3 | 1  | 0   | 0  | 2 | 7  | 8  | −1  | 3 | Továbbjutott a negyeddöntőbe |
| 4.    | Oroszország versenyzői | 3 | 0  | 0   | 0  | 3 | 1  | 15 | −14 | 0 | Továbbjutott a negyeddöntőbe |

| 2018. február 11. 16:40 (8:40) | Finnország (FIN) | 1–3 (1–0, 0–2, 0–1) | Egyesült Államok (USA) | Kwandong Hockey Center, Phjongcshang Nézőszám: 4032 |

| Jegyzőkönyv | Jegyzőkönyv | Jegyzőkönyv                       | Jegyzőkönyv   | Jegyzőkönyv                                                                             |
| --- | ----------- | --------------------------------- | ------------- | --------------------------------------------------------------------------------------- |
| | Noora Räty  | Kapusok                           | Maddie Rooney | Játékvezetők: Nicole Hertrich Aina Hove Vonalbírók: Charlotte Girard Veronica Johansson |
| \| Hovi (Nieminen, Välimäki) – 19:54 \| 1–0 \| \| \| \| 1–1 \| 28:58 – Lamoureux \| \| \| 1–2 \| 31:29 – Coyne (Knight, Decker) \| \| \| 1–3 \| 59:47 – Cameranesi (Keller) (ENG) \| |             |                                   |               | Játékvezetők: Nicole Hertrich Aina Hove Vonalbírók: Charlotte Girard Veronica Johansson |
| 8 perc | Büntetések  | 4 perc                            |               | Játékvezetők: Nicole Hertrich Aina Hove Vonalbírók: Charlotte Girard Veronica Johansson |
| 24 | Lövések     | 42                                |               | Játékvezetők: Nicole Hertrich Aina Hove Vonalbírók: Charlotte Girard Veronica Johansson |
| Hovi (Nieminen, Välimäki) – 19:54 | 1–0         |                                   |               | Játékvezetők: Nicole Hertrich Aina Hove Vonalbírók: Charlotte Girard Veronica Johansson |
| | 1–1         | 28:58 – Lamoureux                 |               | Játékvezetők: Nicole Hertrich Aina Hove Vonalbírók: Charlotte Girard Veronica Johansson |
| | 1–2         | 31:29 – Coyne (Knight, Decker)    |               | Játékvezetők: Nicole Hertrich Aina Hove Vonalbírók: Charlotte Girard Veronica Johansson |
| | 1–3         | 59:47 – Cameranesi (Keller) (ENG) |               |                                                                                         |

| 2018. február 13. 16:40 (8:40) | Kanada (CAN) | 4–1 (2–0, 2–0, 0–1) | Finnország (FIN) | Kwandong Hockey Center, Phjongcshang Nézőszám: 3879 |

| Jegyzőkönyv | Jegyzőkönyv      | Jegyzőkönyv                       | Jegyzőkönyv | Jegyzőkönyv                                                                             |
| --- | ---------------- | --------------------------------- | ----------- | --------------------------------------------------------------------------------------- |
| | Shannon Szabados | Kapusok                           | Noora Räty  | Játékvezetők: Dina Allena Melissa Szkola Vonalbírók: Veronica Johansson Jessica Leclerc |
| \| Agosta (Daoust) – 00:35 \| 1–0 \| \| \| Poulin – 17:11 \| 2–0 \| \| \| Daoust (Fortino, Agosta) – 28:19 \| 3–0 \| \| \| Saulnier (Johnston) – 38:26 \| 4–0 \| \| \| \| 4–1 \| 47:17 – Välilä (Tapani, Karvinen) \| |                  |                                   |             | Játékvezetők: Dina Allena Melissa Szkola Vonalbírók: Veronica Johansson Jessica Leclerc |
| 8 perc | Büntetések       | 10 perc                           |             | Játékvezetők: Dina Allena Melissa Szkola Vonalbírók: Veronica Johansson Jessica Leclerc |
| 32 | Lövések          | 23                                |             | Játékvezetők: Dina Allena Melissa Szkola Vonalbírók: Veronica Johansson Jessica Leclerc |
| Agosta (Daoust) – 00:35 | 1–0              |                                   |             | Játékvezetők: Dina Allena Melissa Szkola Vonalbírók: Veronica Johansson Jessica Leclerc |
| Poulin – 17:11 | 2–0              |                                   |             | Játékvezetők: Dina Allena Melissa Szkola Vonalbírók: Veronica Johansson Jessica Leclerc |
| Daoust (Fortino, Agosta) – 28:19 | 3–0              |                                   |             | Játékvezetők: Dina Allena Melissa Szkola Vonalbírók: Veronica Johansson Jessica Leclerc |
| Saulnier (Johnston) – 38:26 | 4–0              |                                   |             |                                                                                         |
| | 4–1              | 47:17 – Välilä (Tapani, Karvinen) |             |                                                                                         |

| 2018. február 15. 16:40 (8:40) | Olimpikonok Oroszországból (OAR) | 1–5 (0–1, 0–2, 1–2) | Finnország (FIN) | Kwandong Hockey Center, Phjongcshang Nézőszám: 3353 |

| Jegyzőkönyv | Jegyzőkönyv        | Jegyzőkönyv                                  | Jegyzőkönyv | Jegyzőkönyv                                                                       |
| --- | ------------------ | -------------------------------------------- | ----------- | --------------------------------------------------------------------------------- |
| | Nagyezsda Morozova | Kapusok                                      | Noora Räty  | Játékvezetők: Nicole Hertrich Melissa Szkola Vonalbírók: Lisa Linnek Justine Todd |
| \| \| 0–1 \| 17:47 – Karvinen (Hiirikoski) (PP) \| \| \| 0–2 \| 20:20 – Karvinen (Nuutinen, Välilä) \| \| \| 0–3 \| 39:08 – Välilä \| \| Sohina (Beljakova) – 44:50 \| 1–3 \| \| \| \| 1–4 \| 52:49 – Tuominen (Hiirikoski, Nieminen) (PP) \| \| \| 1–5 \| 55:33 – Nieminen \| |                    |                                              |             | Játékvezetők: Nicole Hertrich Melissa Szkola Vonalbírók: Lisa Linnek Justine Todd |
| 8 perc | Büntetések         | 4 perc                                       |             | Játékvezetők: Nicole Hertrich Melissa Szkola Vonalbírók: Lisa Linnek Justine Todd |
| 25 | Lövések            | 37                                           |             | Játékvezetők: Nicole Hertrich Melissa Szkola Vonalbírók: Lisa Linnek Justine Todd |
| | 0–1                | 17:47 – Karvinen (Hiirikoski) (PP)           |             | Játékvezetők: Nicole Hertrich Melissa Szkola Vonalbírók: Lisa Linnek Justine Todd |
| | 0–2                | 20:20 – Karvinen (Nuutinen, Välilä)          |             | Játékvezetők: Nicole Hertrich Melissa Szkola Vonalbírók: Lisa Linnek Justine Todd |
| | 0–3                | 39:08 – Välilä                               |             | Játékvezetők: Nicole Hertrich Melissa Szkola Vonalbírók: Lisa Linnek Justine Todd |
| Sohina (Beljakova) – 44:50 | 1–3                |                                              |             |                                                                                   |
| | 1–4                | 52:49 – Tuominen (Hiirikoski, Nieminen) (PP) |             |                                                                                   |
| | 1–5                | 55:33 – Nieminen                             |             |                                                                                   |

Negyeddöntő
| 2018. február 17. 16:40 (8:40) | Finnország (FIN) | 7–2 (3–0, 2–2, 2–0) | Svédország (SWE) | Kwandong Hockey Center, Phjongcshang Nézőszám: 3803 |

| Jegyzőkönyv | Jegyzőkönyv | Jegyzőkönyv                            | Jegyzőkönyv               | Jegyzőkönyv                                                                          |
| --- | ----------- | -------------------------------------- | ------------------------- | ------------------------------------------------------------------------------------ |
| | Noora Räty  | Kapusok                                | Sara Grahn Sarah Berglind | Játékvezetők: Drahomira Fialova Katie Guay Vonalbírók: Natasa Pagon Zuzana Svobodová |
| \| Nieminen (Hovi) – 06:12 \| 1–0 \| \| \| Välilä (Rahunen) – 15:32 \| 2–0 \| \| \| Tapani (Tulus, Välimäki) (PP) – 17:44 \| 3–0 \| \| \| Karvinen (Tuominen, Savolainen) – 27:14 \| 4–0 \| \| \| \| 4–1 \| 28:53 – Nordin (Grahm, Svedin) \| \| Välilä (Karvinen, Tapani) – 29:29 \| 5–1 \| \| \| \| 5–2 \| 39:12 – Stenberg (Nyhlén-Persson) (SH) \| \| Nuutinen (Tulus, Rahunen) - 44:35 \| 6–2 \| \| \| Hakala (Rajahuhta) - 57:47 \| 7–2 \| \| |             |                                        |                           | Játékvezetők: Drahomira Fialova Katie Guay Vonalbírók: Natasa Pagon Zuzana Svobodová |
| 4 perc | Büntetések  | 12 perc                                |                           | Játékvezetők: Drahomira Fialova Katie Guay Vonalbírók: Natasa Pagon Zuzana Svobodová |
| 31 | Lövések     | 21                                     |                           | Játékvezetők: Drahomira Fialova Katie Guay Vonalbírók: Natasa Pagon Zuzana Svobodová |
| Nieminen (Hovi) – 06:12 | 1–0         |                                        |                           | Játékvezetők: Drahomira Fialova Katie Guay Vonalbírók: Natasa Pagon Zuzana Svobodová |
| Välilä (Rahunen) – 15:32 | 2–0         |                                        |                           | Játékvezetők: Drahomira Fialova Katie Guay Vonalbírók: Natasa Pagon Zuzana Svobodová |
| Tapani (Tulus, Välimäki) (PP) – 17:44 | 3–0         |                                        |                           | Játékvezetők: Drahomira Fialova Katie Guay Vonalbírók: Natasa Pagon Zuzana Svobodová |
| Karvinen (Tuominen, Savolainen) – 27:14 | 4–0         |                                        |                           |                                                                                      |
| | 4–1         | 28:53 – Nordin (Grahm, Svedin)         |                           |                                                                                      |
| Välilä (Karvinen, Tapani) – 29:29 | 5–1         |                                        |                           |                                                                                      |
| | 5–2         | 39:12 – Stenberg (Nyhlén-Persson) (SH) |                           |                                                                                      |
| Nuutinen (Tulus, Rahunen) - 44:35 | 6–2         |                                        |                           |                                                                                      |
| Hakala (Rajahuhta) - 57:47 | 7–2         |                                        |                           |                                                                                      |

Elődöntő
| 2018. február 19. 13:10 (5:10) | Egyesült Államok (USA) | 5–0 (2–0, 2–0, 1–0) | Finnország (FIN) | Kwandong Hockey Center, Phjongcshang Nézőszám: 5173 |

| Jegyzőkönyv | Jegyzőkönyv   | Jegyzőkönyv | Jegyzőkönyv | Jegyzőkönyv                                                                           |
| --- | ------------- | ----------- | ----------- | ------------------------------------------------------------------------------------- |
| | Maddie Rooney | Kapusok     | Noora Räty  | Játékvezetők: Nikoleta Celárová Nicole Hertrich Vonalbírók: Nataša Pagon Justine Todd |
| \| Marvin (Duggan, Pelkey) – 02:25 \| 1–0 \| \| \| Cameranesi – 18:38 \| 2–0 \| \| \| Lamoureux (Pannek, Cameranesi) (PP2) – 33:21 \| 3–0 \| \| \| Knight (Morin, Coyne) (PP) – 33:55 \| 4–0 \| \| \| Cameranesi (Brandt, Kessel) (PP) – 40:45 \| 5–0 \| \| |               |             |             | Játékvezetők: Nikoleta Celárová Nicole Hertrich Vonalbírók: Nataša Pagon Justine Todd |
| 6 perc | Büntetések    | 12 perc     |             | Játékvezetők: Nikoleta Celárová Nicole Hertrich Vonalbírók: Nataša Pagon Justine Todd |
| 38 | Lövések       | 14          |             | Játékvezetők: Nikoleta Celárová Nicole Hertrich Vonalbírók: Nataša Pagon Justine Todd |
| Marvin (Duggan, Pelkey) – 02:25 | 1–0           |             |             | Játékvezetők: Nikoleta Celárová Nicole Hertrich Vonalbírók: Nataša Pagon Justine Todd |
| Cameranesi – 18:38 | 2–0           |             |             | Játékvezetők: Nikoleta Celárová Nicole Hertrich Vonalbírók: Nataša Pagon Justine Todd |
| Lamoureux (Pannek, Cameranesi) (PP2) – 33:21 | 3–0           |             |             | Játékvezetők: Nikoleta Celárová Nicole Hertrich Vonalbírók: Nataša Pagon Justine Todd |
| Knight (Morin, Coyne) (PP) – 33:55 | 4–0           |             |             |                                                                                       |
| Cameranesi (Brandt, Kessel) (PP) – 40:45 | 5–0           |             |             |                                                                                       |

Bronzmérkőzés
| 2018. február 21. 16:40 (8:40) | Finnország (FIN) | 5−0 (2−0, 2−0, 1−0) | Olimpikonok Oroszországból (OAR) | Kwandong Hockey Center, Phjongcshang Nézőszám: 5173 |

| Jegyzőkönyv | Jegyzőkönyv   | Jegyzőkönyv | Jegyzőkönyv | Jegyzőkönyv                                                                           |
| --- | ------------- | ----------- | ----------- | ------------------------------------------------------------------------------------- |
| | Maddie Rooney | Kapusok     | Noora Räty  | Játékvezetők: Nikoleta Celárová Nicole Hertrich Vonalbírók: Nataša Pagon Justine Todd |
| \| Marvin (Duggan, Pelkey) − 02:25 \| 1−0 \| \| \| Cameranesi − 18:38 \| 2−0 \| \| \| Lamoureux-Davidson (Pannek, Cameranesi) (PP2) – 33:21 \| 3−0 \| \| \| Knight (Morin, Coyne) (PP) − 33:55 \| 4−0 \| \| \| Cameranesi (Brandt, Kessel) (PP) – 40:45 \| 5–0 \| \| |               |             |             | Játékvezetők: Nikoleta Celárová Nicole Hertrich Vonalbírók: Nataša Pagon Justine Todd |
| 6 perc | Büntetések    | 12 perc     |             | Játékvezetők: Nikoleta Celárová Nicole Hertrich Vonalbírók: Nataša Pagon Justine Todd |
| 38 | Lövések       | 14          |             | Játékvezetők: Nikoleta Celárová Nicole Hertrich Vonalbírók: Nataša Pagon Justine Todd |
| Marvin (Duggan, Pelkey) − 02:25 | 1−0           |             |             | Játékvezetők: Nikoleta Celárová Nicole Hertrich Vonalbírók: Nataša Pagon Justine Todd |
| Cameranesi − 18:38 | 2−0           |             |             | Játékvezetők: Nikoleta Celárová Nicole Hertrich Vonalbírók: Nataša Pagon Justine Todd |
| Lamoureux-Davidson (Pannek, Cameranesi) (PP2) – 33:21 | 3−0           |             |             | Játékvezetők: Nikoleta Celárová Nicole Hertrich Vonalbírók: Nataša Pagon Justine Todd |
| Knight (Morin, Coyne) (PP) − 33:55 | 4−0           |             |             |                                                                                       |
| Cameranesi (Brandt, Kessel) (PP) – 40:45 | 5–0           |             |             |                                                                                       |

| Csapat           | Helyezés |
| ---------------- | -------- |
| Finnország (FIN) |          |

## Műkorcsolya
| Versenyző     | Versenyszám | Rövid program | Rövid program | Kűr    | Kűr   | Összesítés | Összesítés |
| Versenyző     | Versenyszám | Pont          | Hely.         | Pont   | Hely. | Pont       | Helyezés   |
| ------------- | ----------- | ------------- | ------------- | ------ | ----- | ---------- | ---------- |
| Emmi Peltonen | Női egyéni  | 55,28         | 18.           | 101,86 | 21.   | 157,14     | 20.        |

## Síakrobatika
Mogul
| Versenyző      | Versenyszám | Selejtező | Selejtező | Selejtező | Selejtező | Selejtező | Selejtező | Selejtező | Selejtező | Döntő    | Döntő    | Döntő    | Döntő    | Döntő    | Döntő    | Döntő    | Döntő    | Döntő    | Döntő    | Döntő    | Helyezés |
| Versenyző      | Versenyszám | 1. futam  | 1. futam  | 1. futam  | 1. futam  | 2. futam  | 2. futam  | 2. futam  | 2. futam  | 1. futam | 1. futam | 1. futam | 1. futam | 2. futam | 2. futam | 2. futam | 2. futam | 3. futam | 3. futam | 3. futam | Helyezés |
| Versenyző      | Versenyszám | Idő       | Pont      | Össz.     | Hely.     | Idő       | Pont      | Össz.     | Hely.     | Idő      | Pont     | Össz.    | Hely.    | Idő      | Pont     | Össz.    | Hely.    | Idő      | Pont     | Össz.    | Helyezés |
| -------------- | ----------- | --------- | --------- | --------- | --------- | --------- | --------- | --------- | --------- | -------- | -------- | -------- | -------- | -------- | -------- | -------- | -------- | -------- | -------- | -------- | -------- |
| Jussi Penttala | Férfi       | 27,32     | 18,18     | 30,15     | 28.       | 27,68     | 56,46     | 67,96     | 19.       | kiesett  | kiesett  | kiesett  | kiesett  | kiesett  | kiesett  | kiesett  | kiesett  | kiesett  | kiesett  | kiesett  | 29.      |
| Jimi Salonen   | Férfi       | 28,48     | 32,74     | 43,18     | 27.       | 24,92     | 60,11     | 75,25     | 8.        | 25,16    | 57,94    | 72,76    | 16.      | kiesett  | kiesett  | kiesett  | kiesett  | kiesett  | kiesett  | kiesett  | 16.      |

Slopestyle
| Versenyző    | Versenyszám | Selejtező | Selejtező | Selejtező     | Selejtező | Döntő    | Döntő    | Döntő    | Döntő         | Döntő    |
| Versenyző    | Versenyszám | 1. futam  | 2. futam  | Jobb eredmény | Hely.     | 1. futam | 2. futam | 3. futam | Jobb eredmény | Helyezés |
| ------------ | ----------- | --------- | --------- | ------------- | --------- | -------- | -------- | -------- | ------------- | -------- |
| Joona Kangas | Férfi       | 47,80     | 48,80     | 48,80         | 26.       | kiesett  | kiesett  | kiesett  | kiesett       | kiesett  |

## Sífutás
Távolsági
Férfi
| Versenyző                                                    | Versenyszám     | Klasszikus | Klasszikus | Szabad  | Szabad | Összesen  | Összesen |
| Versenyző                                                    | Versenyszám     | Idő        | Hely.      | Idő     | Hely.  | Idő       | Helyezés |
| ------------------------------------------------------------ | --------------- | ---------- | ---------- | ------- | ------ | --------- | -------- |
| Ristomatti Hakola                                            | 50 km           |            |            |         |        | 2:22:50,1 | 39.      |
| Matti Heikkinen                                              | 15 km           |            |            |         |        | 34:45,4   | 10.      |
| Matti Heikkinen                                              | 30 km           | 41:55,6    | 34.        | 35:32,0 | 7.     | 1:17:55,9 | 23.      |
| Matti Heikkinen                                              | 50 km           |            |            |         |        | 2:17:34,8 | 21.      |
| Perttu Hyvärinen                                             | 15 km           |            |            |         |        | 36:17,2   | 33.      |
| Perttu Hyvärinen                                             | 30 km           | 41:57,0    | 36.        | 37:58,0 | 39.    | 1:20:28,5 | 39.      |
| Perttu Hyvärinen                                             | 50 km           |            |            |         |        | 2:18:38,5 | 27.      |
| Lari Lehtonen                                                | 15 km           |            |            |         |        | 36:01,8   | 29.      |
| Lari Lehtonen                                                | 30 km           | 42:28,9    | 41.        | 36:28,1 | 23.    | 1:19:26,6 | 31.      |
| Iivo Niskanen                                                | 30 km           | 40:30,0    | 1.         | 36:34,3 | 26.    | 1:17:34,2 | 19.      |
| Iivo Niskanen                                                | 50 km           |            |            |         |        | 2:08:22,1 |          |
| Anssi Pentsinen                                              | 15 km           |            |            |         |        | 36:54,9   | 48.      |
| Matti Heikkinen Perttu Hyvärinen Lari Lehtonen Iivo Niskanen | 4 × 10 km váltó |            |            |         |        | 1:34:45,4 | 4.       |

Női
| Versenyző                                                                  | Versenyszám    | Klasszikus | Klasszikus | Szabad  | Szabad | Összesen  | Összesen |
| Versenyző                                                                  | Versenyszám    | Idő        | Hely.      | Idő     | Hely.  | Idő       | Helyezés |
| -------------------------------------------------------------------------- | -------------- | ---------- | ---------- | ------- | ------ | --------- | -------- |
| Johanna Matintalo                                                          | 15 km          | 21:32,9    | 14.        | 21:00,1 | 26.    | 43:02,4   | 24.      |
| Johanna Matintalo                                                          | 30 km          |            |            |         |        | 1:28:58,2 | 18.      |
| Laura Mononen                                                              | 10 km          |            |            |         |        | 27:15,6   | 23.      |
| Laura Mononen                                                              | 15 km          | 21:48,3    | 21.        | 20:31,6 | 23.    | 42:53,0   | 19.      |
| Kerttu Niskanen                                                            | 15 km          | 21:26,6    | 7.         | 20:16,6 | 20.    | 42:15,2   | 16.      |
| Kerttu Niskanen                                                            | 30 km          |            |            |         |        | 1:25:19,2 | 6.       |
| Krista Pärmäkoski                                                          | 10 km          |            |            |         |        | 25:32,4   |          |
| Krista Pärmäkoski                                                          | 15 km          | 21:27,9    | 10.        | 18:59,2 | 3.     | 40:52,7   |          |
| Krista Pärmäkoski                                                          | 30 km          |            |            |         |        | 1:24:07,1 |          |
| Riitta-Liisa Roponen                                                       | 10 km          |            |            |         |        | 27:04,8   | 20.      |
| Aino-Kaisa Saarinen                                                        | 30 km          |            |            |         |        | 1:30:32,2 | 20.      |
| Kerttu Niskanen Krista Pärmäkoski Riitta-Liisa Roponen Aino-Kaisa Saarinen | 4 × 5 km váltó |            |            |         |        | 52:26,9   | 4.       |

Sprint
| Versenyző                        | Versenyszám         | Selejtező | Selejtező | Negyeddöntő | Negyeddöntő | Elődöntő | Elődöntő | Döntő    | Helyezés |
| Versenyző                        | Versenyszám         | Idő       | Hely.     | Idő         | Hely.       | Idő      | Hely.    | Idő      | Helyezés |
| -------------------------------- | ------------------- | --------- | --------- | ----------- | ----------- | -------- | -------- | -------- | -------- |
| Ristomatti Hakola                | Férfi egyéni sprint | 3:08,54   | 1.        | 3:09,41     | 2.          | 3:09,93  | 1.       | 3:26,47  | 6.       |
| Martti Jylhä                     | Férfi egyéni sprint | 3:16,79   | 23.       | 3:17,46     | 1.          | 3:14,93  | 5.       | kiesett  | 10.      |
| Iivo Niskanen                    | Férfi egyéni sprint | 3:16,27   | 20.       | 3:12,20     | 3.          | kiesett  | kiesett  | kiesett  | 14.      |
| Lauri Vuorinen                   | Férfi egyéni sprint | 3:16,69   | 22.       | 3:33,13     | 6.          | kiesett  | kiesett  | kiesett  | 28.      |
| Ristomatti Hakola Martti Jylhä   | Férfi csapatsprint  |           |           |             |             | 16:01,41 | 4.       | 16:32,30 | 9.       |
| Johanna Matintalo                | Női egyéni sprint   | 3:19,04   | 19.       | 3:16,92     | 4.          | kiesett  | kiesett  | kiesett  | 19.      |
| Kerttu Niskanen                  | Női egyéni sprint   | 3:20,48   | 24.       | 3:19,48     | 5.          | kiesett  | kiesett  | kiesett  | 23.      |
| Krista Pärmäkoski                | Női egyéni sprint   | 3:12,30   | 3.        | 3:11,97     | 2.          | 3:12,04  | 5.       | kiesett  | 9.       |
| Aino-Kaisa Saarinen              | Női egyéni sprint   | 3:24,02   | 30.       | 3:19,18     | 5.          | kiesett  | kiesett  | kiesett  | 25.      |
| Mari Laukkanen Krista Pärmäkoski | Női csapatsprint    |           |           |             |             | 16:31,54 | 4.       | 16:19,18 | 5.       |

## Síugrás
Férfi
| Versenyző                                               | Versenyszám   | Selejtező | Selejtező | Selejtező | 1. ugrás | 1. ugrás | 1. ugrás | 2. ugrás | 2. ugrás | 2. ugrás | Összesítés | Összesítés |
| Versenyző                                               | Versenyszám   | Táv       | Pont      | Hely.     | Táv      | Pont     | Hely.    | Táv      | Pont     | Hely.    | Pont       | Helyezés   |
| ------------------------------------------------------- | ------------- | --------- | --------- | --------- | -------- | -------- | -------- | -------- | -------- | -------- | ---------- | ---------- |
| Antti Aalto                                             | Normálsánc    | 87,5      | 93,6      | 42.       | 80,0     | 60,8     | 50.      | kiesett  | kiesett  | kiesett  | kiesett    | kiesett    |
| Antti Aalto                                             | Nagysánc      | 133,0     | 109,3     | 20.       | 121,5    | 105,7    | =37.     | kiesett  | kiesett  | kiesett  | kiesett    | kiesett    |
| Janne Ahonen                                            | Normálsánc    | 89,0      | 95,8      | 37.       | 90,5     | 85,1     | 40.      | kiesett  | kiesett  | kiesett  | kiesett    | kiesett    |
| Janne Ahonen                                            | Nagysánc      | 119,0     | 90,8      | 36.       | 124,5    | 110,6    | 30.      | 115,5    | 100,0    | 27.      | 210,6      | 27.        |
| Andreas Alamommo                                        | Normálsánc    | 90,0      | 98,3      | 35.       | 94,0     | 91,3     | 38.      | kiesett  | kiesett  | kiesett  | kiesett    | kiesett    |
| Andreas Alamommo                                        | Nagysánc      | 129,5     | 97,7      | 29.       | 120,0    | 107,6    | 34.      | kiesett  | kiesett  | kiesett  | kiesett    | kiesett    |
| Jarkko Määttä                                           | Nagysánc      | 116,5     | 79,0      | 43.       | 122,0    | 105,7    | =37.     | kiesett  | kiesett  | kiesett  | kiesett    | kiesett    |
| Eetu Nousiainen                                         | Normálsánc    | 87,0      | 85,5      | 50.       | 83,0     | 68,0     | 49.      | kiesett  | kiesett  | kiesett  | kiesett    | kiesett    |
| Janne Ahonen Andreas Alamommo Jarkko Määttä Antti Aalto | Csapatverseny |           |           |           | 466,5    | 397,5    | 8.       | 468      | 392,9    | 8.       | 790,4      | 8.         |

Női
| Versenyző      | Versenyszám | Első forduló | Első forduló | Első forduló | Döntő | Döntő | Döntő | Összesítés | Összesítés |
| Versenyző      | Versenyszám | Táv          | Pont         | Hely.        | Táv   | Pont  | Hely. | Pont       | Helyezés   |
| -------------- | ----------- | ------------ | ------------ | ------------ | ----- | ----- | ----- | ---------- | ---------- |
| Julia Kykkänen | Normálsánc  | 85,0         | 77,2         | 22.          | 84,0  | 75,4  | 26.   | 152,6      | 23.        |

## Snowboard
Akrobatika
Férfi
| Versenyző        | Versenyszám | Selejtező | Selejtező | Selejtező     | Selejtező | Döntő    | Döntő    | Döntő    | Döntő         | Helyezés |
| Versenyző        | Versenyszám | 1. futam  | 2. futam  | Jobb eredmény | Hely.     | 1. futam | 2. futam | 3. futam | Jobb eredmény | Helyezés |
| ---------------- | ----------- | --------- | --------- | ------------- | --------- | -------- | -------- | -------- | ------------- | -------- |
| Kalle Järvilehto | Big air     | 83,25     | 44,75     | 83,25         | 12.       | kiesett  | kiesett  | kiesett  | kiesett       | 21.      |
| Kalle Järvilehto | Slopestyle  | 15,56     | 31,10     | 31,10         | 32.       | kiesett  | kiesett  | kiesett  | kiesett       | 32.      |
| Janne Korpi      | Halfpipe    | 4,50      | 22,50     | 22,50         | 28.       | kiesett  | kiesett  | kiesett  | kiesett       | 28.      |
| Markus Malin     | Halfpipe    | 30,25     | 63,50     | 63,50         | 19.       | kiesett  | kiesett  | kiesett  | kiesett       | 19.      |
| Peetu Piiroinen  | Big air     | 43,50     | 87,25     | 87,25         | 8.        | kiesett  | kiesett  | kiesett  | kiesett       | 14.      |
| Peetu Piiroinen  | Halfpipe    | 14,25     | 77,50     | 77,50         | 11.       | 4,50     | 12,75    | 13,50    | 13,50         | 12.      |
| Peetu Piiroinen  | Slopestyle  | 69,26     | 43,43     | 69,26         | 18.       | kiesett  | kiesett  | kiesett  | kiesett       | 18.      |
| Rene Rinnekangas | Big air     | 43,75     | 83,00     | 83,00         | 10.       | kiesett  | kiesett  | kiesett  | kiesett       | 22.      |
| Rene Rinnekangas | Slopestyle  | 24,86     | 37,91     | 37,91         | 28.       | kiesett  | kiesett  | kiesett  | kiesett       | 28.      |
| Roope Tonteri    | Big air     | 86,50     | 47,50     | 86,50         | 9.        | kiesett  | kiesett  | kiesett  | kiesett       | 15.      |
| Roope Tonteri    | Slopestyle  | 72,60     | 38,08     | 72,60         | 15.       | kiesett  | kiesett  | kiesett  | kiesett       | 15.      |

Női
| Versenyző      | Versenyszám | Selejtező | Selejtező | Selejtező     | Selejtező | Döntő    | Döntő    | Döntő    | Döntő         | Helyezés |
| Versenyző      | Versenyszám | 1. futam  | 2. futam  | Jobb eredmény | Hely.     | 1. futam | 2. futam | 3. futam | Jobb eredmény | Helyezés |
| -------------- | ----------- | --------- | --------- | ------------- | --------- | -------- | -------- | -------- | ------------- | -------- |
| Enni Rukajärvi | Big air     | 68,75     | 49,75     | 68,75         | 16.       | kiesett  | kiesett  | kiesett  | kiesett       | 16.      |
| Enni Rukajärvi | Slopestyle  | törölve   | törölve   | törölve       | törölve   | 45,85    | 75,38    | törölve  | 75,38         |          |

Snowboard cross
| Versenyző      | Versenyszám | Selejtező | Selejtező | Selejtező | Selejtező | Selejtező     | Selejtező | Nyolcaddöntő | Negyeddöntő | Elődöntő | Döntő       | Helyezés |
| Versenyző      | Versenyszám | 1. futam  | 1. futam  | 2. futam  | 2. futam  | Jobb eredmény | Kiemelés  | Nyolcaddöntő | Negyeddöntő | Elődöntő | Döntő       | Helyezés |
| Versenyző      | Versenyszám | Idő       | Hely.     | Idő       | Hely.     | Jobb eredmény | Kiemelés  | Helyezés     | Helyezés    | Helyezés | Helyezés    | Helyezés |
| -------------- | ----------- | --------- | --------- | --------- | --------- | ------------- | --------- | ------------ | ----------- | -------- | ----------- | -------- |
| Anton Lindfors | Férfi       | 1:15,01   | 23.       | kiemelt   | kiemelt   | 1:15,01       | 23.       | 3.           | 3.          | 5.       | Kisdöntő 3. | 9.       |